# Hydaticus exclamationis
Hydaticus exclamationis är en skalbaggsart som beskrevs av Aubé 1838. Hydaticus exclamationis ingår i släktet Hydaticus och familjen dykare. Inga underarter finns listade i Catalogue of Life.